# Плосоджа
Плосоджа (пол. Płosodrza) — село в Польщі, у гміні Морди Седлецького повіту Мазовецького воєводства.
Населення — 85 осіб (2011).
У 1975-1998 роках село належало до Седлецького воєводства.

## Демографія
Демографічна структура станом на 31 березня 2011 року:
|          | Загалом | Допрацездатний вік | Працездатний вік | Постпрацездатний вік |
| -------- | ------- | ------------------ | ---------------- | -------------------- |
| Чоловіки | 42      | 13                 | 23               | 6                    |
| Жінки    | 43      | 6                  | 27               | 10                   |
| Разом    | 85      | 19                 | 50               | 16                   |